# Мехмет Тугрул Гюджук
Мехмет Тугрул Гюджук (също Мехмет Тугрул Гюджюк) е турски дипломат, посланик в България от 2006 до 2010 г.

## Биография
Мехмет Тугрул Гюджук е роден през 1955 г. в Анкара. Завършва политология в Босфорския университет през 1978 г.
Трети секретар в Главна дирекция „Двустранни икономически отношения“ (1978 – 1981) и втори секретар на Турското посолство в Саудитска Арабия (1981 – 1983). Вицеконсул (1983 – 1984) и консул (1984 – 1987) на Генералното консулство на Турция в Западен Берлин. Помощник личен секретар на президента (1987 – 1989), съветник в Турското посолство в Бон, Германия (1989 – 1993). Оглавява отдела за връзки с ЕС в Министерството на външните работи на Република Турция (1993 – 1995). Първи съветник в Турското посолство във Вашингтон (1995 – 1999), министър-съветник в Турското посолство в Москва (1999 – 2001), а от 2001 до 2006 г. зам.-главен директор на Главна дирекция „Общи и двустранни икономически отношения“.